# 灰色の虹
『灰色の虹』（はいいろのにじ）は、貫井徳郎による日本の推理小説、及びそれを原作とした2012年のテレビドラマ。
『小説新潮』（新潮社）にて2009年3月号から2010年9月号まで連載されていた。

## あらすじ
親しくしていた検事が自宅で何者かに殺害されたことを知った刑事の山名省吾は、7年前の殺人事件に関わった人々が次々と不審な死を遂げていることに気付く。
7年前、小さな運送会社に勤めていた江木雅史は、上司を殺害した無実の罪で逮捕・起訴された。暴力刑事の荒っぽい取り調べに屈し自白してしまったものの、決定的な物証はなく、状況証拠を積み上げただけの事件だったため、事態が好転することを願っていた。しかし、目撃証言が決定打となり懲役6年の判決が下された。控訴も上告も棄却され、打ちひしがれながらも服役を終えた江木だったが、出所した彼を更なる絶望が襲う。江木は、自分から全てを奪った者たちへの復讐を決意する。

## 登場人物

### 主要人物
江木 雅史（えぎ まさふみ）
無口で決して陽気とは言えない性格の青年。生まれつき左頬に大きな痣がある。
勤めていた零細運送会社の上司が、自分と口論した日の夜に亡くなり、たまたま夜釣りに行っていてアリバイがなかったことから容疑をかけられ、ヤクザのような刑事の強引な取り調べで萎縮し自白してしまい、逮捕される。事態が好転することを祈っていたが、検察官に「やっていないことを自白するはずがない」と起訴され、当番弁護士は雅史の無実の主張を信じずに情状酌量による減刑を求め、懲役6年の判決が下される。控訴も上告も棄却され、刑が確定し服役した。
山名 省吾（やまな しょうご）
県警捜査一課刑事。35歳。谷沢からは、堅実で隙のない仕事をすると評される。5年前、恋人の幸菜（ゆきな）が暴漢に襲われて死んだ過去を持つ。

### 7年前の事件関係者
市瀬 孝幸（いちせ たかゆき）
雅史の上司。運送会社社長の甥で縁故採用された。癇症で、躊躇なく立場の弱い者を罵倒する。雅史と口論した日に死亡する。
伊佐山 毅臣（いさやま たけおみ）
大柄で強面の所轄の刑事。43歳。予断こそが事件解決の鍵であると考え、強引な手法で自分が怪しいと当たりをつけた人物を「限りなく黒に近い灰色」の容疑者にしていき、不眠不休の取り調べで自白を引き出す。
谷沢 憲一（やざわ けんいち）
検察官。人に点数を付け、有能か無能かで区別している。無実の人は間違っても自分の犯行だと認めたりしないと考えており、雅史の事件も物証と状況証拠が揃っていて、且つ雅史の自白があったため起訴した。愛妻家として知られており、妻・香織は貿易関係の仕事で度々海外を飛び回っている。
綾部 和久（あやべ かずひさ）
38歳。弁護士。妻と3人の息子がいる。雅史の両親からの依頼で、当番弁護士として雅史の弁護人を務めることになった。雅史の無実の主張を信じず、戦法として有罪を認めた上での情状酌量を訴えた。
ヤクザの秋成が妻を殺害した事件で弁護人を務め、正当防衛という真実を引き出し無罪を勝ち取る。そのことで秋成から様々な優待を受ける。
雨宮 健（あめみや たけし）
事件当夜に、雅史が夜釣りに行った時に着ていたのと同じ灰色のウィンドブレーカーを着た男を目撃したと証言した男性。事件当時20代後半くらいのサラリーマンで、現在妻と生まれたばかりの赤ん坊と暮らしている。
石嶺 亮三（いしみね りょうぞう）
48歳。判事。7年前の事件の一審の裁判長。時間に正確無比で、予定が狂うことを何よりも嫌う。頭の薄さが唯一の弱点だと思っている。同僚や部下から仕事ぶりや生活態度を“マシーン”というあだ名を付けられている。守秘義務を負う職業柄、妻・晴恵との会話は少ない。ある裁判の過程で、晴恵の不貞に気付いてしまう。
岸本 昭典（きしもと あきのり）
7年前の事件の一審の裁判官。雅史が復讐を始める前に、高齢者のアクセル踏み間違え事故で死亡。
田中 義治（たなか よしはる）
7年前の事件の一審の裁判官。ジョギング中に交通事故で死亡。

### 江木の関係者
河本 由梨恵（かわもと ゆりえ）
雅史の恋人だった女性。容姿に自信が持てず、いつも俯き気味だった。雅史の無実を信じていたが、次第に面会の頻度が減っていく。
江木 杏子（えぎ きょうこ）
雅史の姉。溌剌とした美人。婚約者との結婚を控えていた時期に雅史の事件が起こり、破談になった。地裁判決後、一度だけ拘置所に面会に訪れ、雅史に「死ぬまで許さない。もう弟だなんて思わない。」と言い残して家を出ていった。
江木 聡子（えぎ さとこ）
雅史の母親。雅史の無実を信じ続け、最高裁の判決が出るまではと、周囲の白い目に耐えながら暮らしていた。夫・治史（はるふみ）は、雅史の服役中にうつ病を患い自殺した。

### その他
秋成 良治（あきなり りょうじ）
妻・愛美を刺殺し逮捕されたヤクザ。42歳。綾部が弁護人を務め、正当防衛を認められ無罪判決が下る。そのことで綾部に恩義を感じ、綾部を高級キャバクラで接待するなど世話をする。
樋口（ひぐち）
谷沢の担当検察事務官。
是永 俊紀（これなが としき）
雅史の事件の二審の検察官。
警察関係者
小西（こにし）
江木の復讐連続殺人で山名とコンビを組む刑事。7年前の事件では捜査本部にいたため、伊佐山の捜査手法に疑問を持つ山名に反発する。
香川（かがわ）
ベテラン刑事。50代。伊佐山とは反りが合わない。
浜崎（はまざき）
伊佐山より少し若い、鬱陶しいほどにエネルギッシュな刑事。伊佐山とは反りが合わない。
安藤（あんどう）
刑事課長。妻は元婦人警官。
権堂（ごんどう）
検視官。大酒飲み。
貝塚（かいづか）
県警捜査一課刑事。30代前半。及川暁美殺害事件で伊佐山とコンビを組むが、彼の自白偏重主義を危惧する。
及川暁美殺害事件関係者
及川 暁美（おいかわ あけみ）
被害者。33歳。呉服店勤務。ゆくゆくは叔父から遺産を相続する予定だった。
原田 幸輔（はらだ こうすけ）
及川暁美の恋人。大手家電メーカー勤務。伊佐山の強引な捜査で不眠不休の取り調べを受け、自白してしまう。
秋山（あきやま）
原田の親友。警備会社勤務。事件当夜の原田のアリバイを証言したが、伊佐山の捜査で翻してしまう。
加賀谷 松子（かがや まつこ）
暁美の叔父の従姉。71歳。暁美が受け取る予定だった遺産を暁美の死により相続することになる。
加賀谷 明通（かがや あきみち）
松子の息子。38歳。塾講師。

## テレビドラマ
2012年5月19日、テレビ朝日系列で放送。視聴率15.6%。

### キャスト
- 山名 省吾 - 椎名桔平
- 江木 雅史 - 塚本高史
- 小西 晃次 - 吹越満
- 河本 由梨恵 - 星野真里
- 伊佐山 毅臣 - 寺島進
- 谷沢 憲一 - 渡辺いっけい
- 綾部 和久 - 神保悟志
- 石嶺 亮三 - 大杉漣
- 雨宮 健 - 高嶋政伸
- 中村 幸一 - 伊武雅刀
- 江木 聡子 - 風吹ジュン
- 安藤 忠雄 - 篠井英介
- 岩瀬 厚一郎 - 片桐竜次
- 秋成 良治 - 高知東生
- 佐賀 徹 - 木下ほうか
- 影山 健一 - 迫田孝也
- 川北 昇平 - 古山憲太郎
- 江木 治史 - 菅原大吉
- 江木 杏子 - 遊井亮子
- 真島 幸菜 - 松本若菜
- 石嶺の妻 - 山崎直子
- 山下規介

### スタッフ
- 脚本 - 吉本昌弘
- 監督 - 和泉聖治
- 音楽 - 高橋慶吉
- 警察監修 - チーム五社(倉科孝靖)
- プロデューサー - 佐藤凉一（テレビ朝日）、河瀬光（東映）、和佐野健一（東映）
- プロダクション協力 - 東映太秦映画村
- 制作 - テレビ朝日、東映